# Mascha Gonska
Mascha Gonska (* 19. November 1952 in La Ferté-Bernard, Frankreich) ist eine ehemalige polnisch-deutsche Schauspielerin.

## Leben und Karriere
Die in Frankreich geborene Tochter eines polnischen Malers wurde 1969 bei einem Casting entdeckt. Als Filmtochter Georg Thomallas sorgte sie in der Komödie Herzblatt oder Wie sag ich’s meiner Tochter? durch freizügige Auftritte für Aufsehen. Danach mimte sie in deutschen Filmlustspielen mehrere Jahre im Stil der Zeit kess-aufmüpfige Teenager. Als Uschi Glas die Rolle einer nymphomanischen Mörderin in dem vielschichtigen Francis-Girod-Film Trio Infernal ablehnte, übernahm Mascha Gonska diese Aufgabe an der Seite von Romy Schneider und Michel Piccoli.
Nach ihrer Heirat im Jahr 1979 mit einem südafrikanischen Farmer zog sie in dessen Heimat.

## Filmografie (Auswahl)
- 1969: Herzblatt oder Wie sag ich’s meiner Tochter?
- 1970: Das gelbe Haus am Pinnasberg
- 1970: Musik, Musik – da wackelt die Penne
- 1970: Unsere Pauker gehen in die Luft
- 1970: Mein Vater, der Affe und ich
- 1971: Zwanzig Mädchen und die Pauker
- 1971: Und Jimmy ging zum Regenbogen
- 1971: Tante Trude aus Buxtehude
- 1971: Die tollen Tanten schlagen zu
- 1971: Die Kompanie der Knallköppe
- 1973: Hau drauf, Kleiner
- 1974: Trio Infernal (Le trio infernal)
- 1974: Der kleine Doktor – Die Notbremse
- 1975: Parapsycho – Spektrum der Angst
- 1975: Derrick: Tod am Bahngleis
- 1975: Derrick: Kamillas junger Freund
- 1975: Derrick – Alarm auf Revier 12
- 1976: Duett zu dritt
- 1976: Lobster – Das Kind
- 1977: Halbe-Halbe
- 1977: Kneuss
- 1978: Derrick – Ein Hinterhalt
- 1979: Der Ringer (The American Success Company)
- 1979: Der Alte – Pensionstod